# Heinz Frimberger
Heinz Frimberger ist ein ehemaliger deutscher Fußballspieler, der für den FC Bayern München aktiv war.

## Karriere
Frimberger gehörte zur Saison 1954/55 dem FC Bayern München als Stürmer an und bestritt zwei Punktspiele in der Oberliga Süd, der seinerzeit höchsten deutschen Spielklasse. Sein Debüt gab er am 10. April 1955 (17. Spieltag) bei der 0:2-Niederlage im Auswärtsspiel gegen den FSV Frankfurt. Sein letztes Oberligaspiel, das er ebenfalls mit der Mannschaft verlor, bestritt er am 13. Februar 1955 (21. Spieltag) beim VfR Mannheim, die mit 4:2 das Spiel für sich entschieden. Aufgrund des schlechten Abschneidens stieg der FC Bayern München als Tabellenletzter erstmals – und einmalig bis heute – in die 2. Oberliga Süd ab; Frimberger verließ daraufhin die Mannschaft.